# Corlăteni (Botoșani)
Pour les articles homonymes, voir Corlăteni.
Corlăteni est une commune du județ de Botoșani en Roumanie.

## Personnalités
- Marioara Popescu (1962-), double championne olympique d'aviron.